# Dampfmolkerei Billerbeck

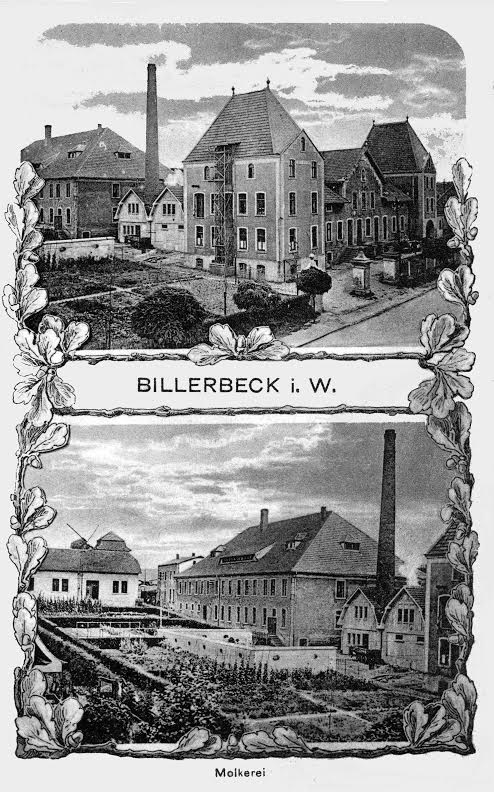
Die Dampfmolkerei in Billerbeck

Die Billerbecker Dampfmolkerei war eine 1884 von Josef Suwelack gegründete Sammel-Molkerei, die durch industrielle Innovationen innerhalb von vier Jahrzehnten zu einer der größten Molkereien Westfalens wurde.

## Geschichte

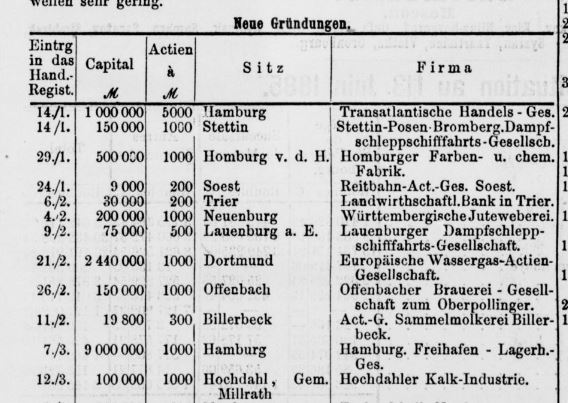
Eintrag der Sammelmolkerei Billerbeck unter Neue Gründungen (Berliner Börsen-Zeitung, 11. Juli 1895)

Am 29. September 1884 gründete Josef Suwelack die moderne Dampfmolkerei mit 55 Landwirten aus der Umgebung von Billerbeck. Der Eintrag ins Handelsregister erfolgte mit einem Kapital von 19.800 Mark und einem Wert einer einzelnen Aktien von 300 Mark. Anders, als viele andere ländliche Molkereien (vergleiche Dampfmolkerei Fahrenwalde), wurde sie allerdings nicht als eine bäuerliche Genossenschaft, sondern als Aktiengesellschaft gegründet. Durch den konsequenten Einsatz innovativer industrieller Fertigungsmethoden konnte die Molkerei ihren Umsatz in wenigen Jahren stark ausbauen. Waren es kurz nach der Gründung im Jahr 1885 erst 157 Milchlieferanten, so stieg deren Zahl bis 1908 auf 1151. Gleichzeitig setzte die Molkerei von Beginn an auf die Dampf-Zentrifuge, deren Erfindung 1879 gerade mal fünf Jahre zurücklag. Durch sie konnte eine schnellere Entrahmung und damit auch die Verarbeitung von größeren Milchmengen garantiert werden. So verkürzte sich der Verarbeitungsprozess des Entrahmens von mehreren Tagen auf eine Stunde.
Doch nicht nur Zeit, Arbeit und Platz wurden gespart, sondern es verbesserten sich auch die Hygiene und damit die Qualität der Ware. Weitere molkereitechnische Verbesserungen waren die Erfindung moderner Kühlaggregate und das Verfahren der Pasteurisierung, durch die die Milch haltbarer wurde. Auch in der Vermarktung wurden Ende des 19. Jahrhunderts neue Wege bestritten und die ersten überregionalen Meiereiverbände gegründet. Als ab Mitte der 1890er Jahre die Margarine verstärkt als Surrogat der Butter auf dem Verbrauchermarkt angeboten wurde, verbreiterte das Unternehmen sein Produktionsangebot. Die Diversifizierung wurde durch verschiedene Nebenbetriebe realisiert: Trockenmilchwerk, Mühlenanlage, sowie der Landhandel in Form des Getreide-, Kraftfutter-, Düngemittel- und Eierverkaufes sowie eine Obstverwertungsanlage.
1899 zog die Molkerei von der Beerlager Straße in neue Gebäude zwischen Münsterstraße und Holthauser Straße, im Jahre 1900 erforderten gesetzliche Vorschriften die Umwandlung der AG in eine Gesellschaft mit beschränkter Haftung.
1910 wurde die Nährmittelfabrik in Form einer GmbH gegründet, in der vor allem Gebäck, Waffeln und Kekse produziert wurden. Daran waren die Molkerei mit 50 %, Josef und sein Sohn Richard Suwelack mit je 25 % beteiligt. Die Weltwirtschaftskrise führte 1924 dieses Unternehmen in die Insolvenz. Josef und Richard Suwelack schieden im gleichen Jahr aus der Geschäftsführung der Molkerei aus; der Betrieb wurde daraufhin an die Gelsenkirchener Milchhändlergenossenschaft verpachtet. Die anderen Betriebszweige gingen nun eigene Wege.
Auf Betreiben der NSDAP wurde der Molkereibetrieb 1938 an eine neu gründete Molkerei-Genossenschaft verkauft. Die Molkerei-GmbH wurde in eine Kommanditgesellschaft umgewandelt. Am 19. März 1962 wurde die Molkerei-KG mit dem Verkauf der verbliebenen Liegenschaften aufgelöst.
Die Molkerei-Genossenschaft fusionierte in den frühen 1970er Jahren mit der aus Havixbeck, der Molkereibetrieb an der Münsterstraße 48 endete in den späten 1970er Jahren.
Richard und Wilhelm Suwelack gründeten 1925 die Firma Gebr. Suwelack, die bis 2011 bestand. 1927 gründete Otto Suwelack die Dauermilchfabrik Dr. Otto Suwelack. In diesen Firmen lebte das unternehmerische Erbe von Josef Suwelack fort.